# Heinrich Wallbruch
Heinrich Wallbruch (* 9. August 1904 in Eichlinghofen; † 27. Juni 1979) war ein deutscher Politiker (SPD). Er war von 1958 bis 1962 Mitglied des Landtags von Nordrhein-Westfalen.

## Leben
Nach der Volksschule machte Heinrich Wallbruch eine Ausbildung als Bergmann und arbeitete dann von April 1918 bis November 1950 in diesem Beruf. Von Dezember 1950 an war er als Gewerkschaftssekretär tätig. Wallbruch war bereits seit 1918 Gewerkschaftsmitglied, 1953 wurde er Mitglied im Vorstand der IG Bergbau.  
Wallbruch war seit 1922 Mitglied der SPD. 1952 wurde er in den Rat der Stadt Witten gewählt. Bei der Landtagswahl 1958 wurde Wallbruch über die Landesliste der SPD in den nordrhein-westfälischen Landtag gewählt, er war Abgeordneter vom 21. Juli 1958 bis zum 20. Juli 1962. Wallbruch war während dieser Legislaturperiode Vorsitzender des Landtagsuntersuchungsausschusses für Grubensicherheit. 
Wallbruch war ab 1958 Erster Vorsitzender des Vorstands der Ruhrknappschaft. Er war auch Mitglied des Ausschusses der Produzenten und Arbeitnehmer für Betriebssicherheit und Arbeitsmedizin bei der Hohen Behörde der Europäischen Gemeinschaft für Kohle und Stahl.